# Tabanus angustitriangularis
Tabanus angustitriangularis är en tvåvingeart som beskrevs av Schuurmans Stekhoven 1926. Tabanus angustitriangularis ingår i släktet Tabanus och familjen bromsar. Inga underarter finns listade i Catalogue of Life.